# Untersambacher Mühle
Untersambacher Mühle (auch Sambachermühle) ist eine Einöde in der Gemarkung des Wiesentheider Ortsteils Untersambach im unterfränkischen Landkreis Kitzingen.

## Geografische Lage
Die Untersambacher Mühle liegt im Südosten des Wiesentheider Gemeindegebiets am Sambach. Nördlich befindet sich in einiger Entfernung der ebenfalls zu Wiesentheid gehörende Ort Geesdorf. Im Osten beginnt das Gebiet der Stadt Prichsenstadt, Rüdern liegt der Mühle am nächsten. Der Südosten wird von Untersambach eingenommen. Weiter südlich liegt der Markt Abtswind. Im Westen trennt die Bundesstraße 286 den Markt Wiesentheid von der Mühle.

## Geschichte
Erstmals erwähnt wurde die Mühle im Jahr 1589. Die Kartause Ilmbach erwarb um 1669 mehrere Seen um das Dorf Untersambach. Später tauchte dann auch die Mühle in den Zinsbüchern des Klosters auf. Es ist allerdings unklar, ob die Mühle an das Kartäuserkloster zinste oder damals bereits der Gemeinde gehörte. Im 17. Jahrhundert verwendeten die Untersambacher Müller die sogenannten Wiesentheider Maße. Die Untersambacher wurden beim Mahlen bevorzugt, mussten allerdings im Gegenzug Brennholz an die Mühle liefern.
Bis ins 19. Jahrhundert setzte sich durch, dass die Gemeinde die Wassermühle an sogenannte Beständer vergab. Zwischen 1805 und 1823 hielt Johann Bätz die Mühle und mehrere Äcker in ihrer Umgebung. 1833 heiratete Anselm Rößner in die Familie Bätz ein und übernahm nach dem Tod des Johann Bätz die Mühle. Ihm folgten Johann Rößner, Franz Rößner senior, Franz Rößner junior, Josef Rößner und Franz Rößner nach. Zu Beginn des 20. Jahrhunderts erwarb die Familie das Anwesen käuflich.
Im Jahr 1919 schloss man die Mühle ans Untersambacher Ortsnetz an, was die Gemeinde 7700 Mark kostete. Am 26. Februar 1920 baute Franz Rößner junior ein neues Mühlrad. 1955 wurde die Mühle an die Wiesentheider Wasserleitung angeschlossen, die Gemeinde Untersambach unterhielt die Anlage. Im Jahr 1962 war die Mühle allerdings ohne jede Wasserversorgung, sodass man plante, das Anwesen an die Fernwasserleitung anzuschließen.